# Musée d'histoire des sciences de la Ville de Genève
Le Musée d'histoire des sciences de la Ville de Genève est un musée à Genève consacré à l'histoire des sciences.

## Lieu
Le musée est situé dans la Villa Bartholoni, conçue par l'architecte Félix-Emmanuel Callet, construite en 1830 en tant que résidence d'été pour les banquiers parisiens, Constant et Jean-François Bartholoni et largement restaurée entre 1985 et 1992. Il est situé dans le parc de la Perle du Lac, au bord du lac Léman, à proximité du Conservatoire et Jardin botaniques de la ville de Genève.
Tout comme la villa qui l'accueille, le musée est inscrit comme bien culturel d'importance nationale.

## Accès
Le musée est ouvert tous les jours de 10 à 17 heures et son entrée est gratuite.  Le musée reçoit plus de 40 000 visiteurs par an.

## Histoire
Le musée a été créé en 1964 par un groupe de passionnés de l'association du musée et de la revue d'histoire des sciences à la suite d'une exposition sur l'histoire des sciences au Musée Rath. Une fois ouvert, le musée a reçu, pour sa collection, en don de l'Institut de physique de l’Université et de l'Observatoire, leurs instruments historiques.
La première directrice, l'astronome Margarida Archinard, a été suivie par le chimiste, Marc Cramer puis par Jacques Ayer depuis 2012.
Initialement affilié au Musée d'Art et d'Histoire de Genève, le musée est lié au Muséum d'histoire naturelle de Genève depuis 2006.

## Collections  et expositions
Les collections comprennent principalement des appareils de mesure scientifique allant du XVIIe siècle au XIXe siècle, dont une partie ayant appartenu à différents scientifiques genevois (Saussure, Pictet, de La Rive et Colladon).
Le musée propose différentes expériences pratiques dans le bâtiment et quelques expositions dans le parc environnant.